# Beskyttede områder i Kroatien
De vigtigste beskyttede områder i Kroatien er nationalparker, naturparker og strengt beskyttede  naturreservater. Der er 444 beskyttede områder i Kroatien, der omfatter 9% af landet. Disse omfatter 8 nationalparker , 2 strengt beskyttede reservater og 11 naturparker. Det mest berømte beskyttede område og den ældste nationalpark i Kroatien er Nationalparken Plitvicesøerne, som er på UNESCO's verdensarvsliste. Velebit Naturpark er biosfærereservat og en del af UNESCOs menneske- og biosfære-program. De strengt beskyttede og særlige reservater samt national- og naturparkerne forvaltes og beskyttes af staten, mens andre beskyttede områder forvaltes af amter. I 2005 blev det nationale økologiske netværk oprettet, som det første skridt i forberedelsen af EU-tiltrædelsen og tilslutningen til Natura 2000-netværket.
Det samlede areal af alle nationalparker i landet er 994 km², heraf 235 km²   er hav.
Hver af nationalparkerne vedligeholdes af en separat institution, overvåget og finansieret af regeringens ministerium for naturbeskyttelse og fysisk udvikling. Statens Institut for Naturbeskyttelse yder centraliseret tilsyn og ekspertise.

## Nationalparker
Alle otte nationalparker ligger i Karst-området.
| # | Navn                 | Billede | Areal     | Internet side                           | Etableret i |
| - | -------------------- | ------- | --------- | --------------------------------------- | ----------- |
| 1 | Plitvice søerne      |         | 296,9 km² | www.np-plitvicka-jezera.hr              | 1949        |
| 2 | Paklenica            |         | 95 km²    | np-paklenica.hr/en/                     | 1949        |
| 3 | Risnjak Nationalpark |         | 63,5 km²  | www.np-risnjak.hr                       | 1953        |
| 4 | Mljet Nationalpark   |         | 5,4 km²   | www.np-mljet.hr                         | 1960        |
| 5 | Kornati Nationalpark |         | 217 km²   | www.np-kornati.hr/en/ www.np-kornati.hr | 1980        |
| 6 | Brijuni              |         | 33,9 km²  | www.np-brijuni.hr/en                    | 1983        |
| 7 | Krka Nationalpark    |         | 109 km²   | www.np-krka.hr/en/                      | 1985        |
| 8 | Sjeverni Velebit     |         | 109 km²   | www.np-sjeverni-velebit.hr              | 1999        |

## Naturparker
| #   | Navn                      | Billede | Etableret i | Internet side                                            |
| --- | ------------------------- | ------- | ----------- | -------------------------------------------------------- |
| 1.  | Kopački rit               |         | 1967        | www.kopacki-rit.com                                      |
| 2.  | Papuk                     |         | 1999        | www.pp-papuk.hr                                          |
| 3.  | Lonjsko polje             |         | 1990        | www.pp-lonjsko-polje.hr                                  |
| 4.  | Medvednica                |         | 1981        | www.pp-medvednica.hr                                     |
| 5.  | Žumberak-Samoborsko Gorje |         | 1999        | www.park-zumberak.hr                                     |
| 6.  | Učka                      |         | 1999        | www.pp-ucka.hr                                           |
| 7.  | Velebit                   |         | 1981        | www.pp-velebit.hr                                        |
| 8.  | Vrana søen                |         | 1999        | www.pp-vransko-jezero.hr/en/                             |
| 9.  | Telašćica                 |         | 1988        | www.telascica.hr                                         |
| 10. | Biokovo                   |         | 1981        | www.biokovo.com                                          |
| 11. | Lastovsko otočje          |         | 2006        | pp-lastovo.hr                                            |
| 12. | Dinara                    |         | 2021        | mingor.gov.hr/vijesti/proglasen-park-prirode-dinara/8034 |

## Strengt beskyttede reservater
- Bijele og Samarske stijene
- Hajdučki og Rožanski kukovi

## Særlige reserreservaterver
Der er 80 særlige reservater i Kroatien:
- 37 skovvegetationsreservater
- 22 ornitologiske reservater
- 9 botaniske reservater
- 2 iktyologiske reservater
- 2 iktyologiske og ornitologiske reservater
- 2 zoologiske reserver
- 2 havreservater
- 1 geologisk og palæontologisk reservat
- 1 palæontologisk reserve
- 1 geografisk og botanisk reservat
- 1 botanisk og zoologisk reserve